# Sociedad de Filosofía Medieval

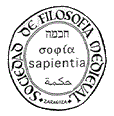
Sociedad de Filosofía Medieval (SOFIME)

La Sociedad de Filosofía Medieval (SOFIME) es una asociación académica dedicada al estudio del pensamiento medieval. Su actual presidente es José Meirinhos, de la Universidad de Oporto. Desde 1993 SOFIME edita la Revista Española de Filosofía Medieval.
El objetivo fundamental de la Sociedad consiste en la promoción del estudio del pensamiento medieval tanto en la península ibérica cuanto respeto a la transmisión de saberes hacia la Europa latina, promoviendo la celebración de encuentros y reuniones científicas. SOFIME es miembro de la Fédération Internationale des Instituts d’Études Medievales (FIDEM).

## Historia
La Sociedad de Filosofía Medieval ha sido fundada en Zaragoza en 1990, con motivo del I Congreso Nacional de Filosofía Medieval, que tuvo lugar en Zaragoza, 12-14 de diciembre de 1990. Desde 1993 SOFIME edita la Revista Española de Filosofía Medieval. Cada cuatro años SOFIME celebra su congreso internacional de filosofía medieval en los mayores centros de investigación del pensamiento medieval en la península ibérica:
- 1990: I Congreso Nacional de Filosofía Medieval: Los límites de la razón en el pensamiento medieval. Zaragoza, 12-14 de diciembre de 1990.
- 1994: II Congreso Nacional de Filosofía Medieval: Ética y política en el pensamiento medieval. Zaragoza, 15-16 de diciembre de 1994.
- 1998: III Congreso Nacional de Filosofía Medieval: Averroes y los averroismos. Zaragoza, 17-18 de diciembre de 1998.
- 2004: IV Congreso Nacional de Filosofía Medieval: Maimónides y el pensamiento medieval. Córdoba, 9-11 de diciembre de 2004.
- 2008: V Congreso Internacional de Filosofía Medieval: El pensamiento político en la Edad Media. Alcalá de Henares, 11-13 de diciembre de 2008
- 2012: VI Congreso Internacional de Filosofía Medieval: De natura. Salamanca, 3-5 de diciembre de 2012.
- 2016: VII Congreso Internacional de Filosofía Medieval: De relatione. Barcelona (UAB), 14-16 de noviembre de 2016.

Desde los últimos años, SOFIME es, de hecho, una Sociedad Ibérica, y tanto entre su junta directiva como entre sus socios participan investigadores de España y Portugal; al mismo tiempo, mantiene una estrecha relación y colaboración con la Sociedad Latinoamericana de Filosofía Medieval.